# Carolina County Ball
A Carolina County Ball az amerikai Elf zenekar második nagylemeze. Amerikában és Japánban L.A. 59 címen jelent meg.

## Dalok
A dalokat Ronnie James Dio és Mickey Lee Soule írta.
1. Carolina County Ball – 4:46
2. L.A. 59 – 4:21
3. Ain't It All Amusing – 5:01
4. Happy – 5:28
5. Annie New Orleans – 3:01
6. Rocking Chair Rock'n'Roll Blues – 5:36
7. Rainbow – 4:00
8. Do the Same Thing – 3:10
9. Blanche – 2:31

## Zenészek
- Ronnie James Dio – ének
- Steve Edwards – gitár
- Craig Gruber – basszusgitár
- Mickey Lee Soule – billentyűk
- Gary Driscoll – dobok

## Külső hivatkozások
- Carolina County Ball turné állomásai, Tapio's Dio Biography